# Марк Клавдій Марцелл (консул 331 року до н. е.)
Марк Кла́вдій Марце́лл (лат. Marcus Claudius Marcellus; 370–321/320 рр. до н. е.) — політичний діяч Римської республіки, консул 331 року до н. е.

## Життєпис
Походив з плебейської гілки Марцеллів роду Клавдіїв. Син Гая Клавдія. Про молоді роки мало відомостей. 
У 331 році до н. е. його було обрано консулом разом з Гаєм Валерієм Потітом Флакком. Марцелл став першим консулом із свого роду. 
У 327 році до н. е. його було обрано диктатором для проведення виборів (лат. Legendo senatui). Втім він їх не провів у зв'язку з тим, що авгури оскаржили законність його обрання. Але за думкою народних трибунів причиною протесту авгурів стало плебейське походження Марцелла. 
З того часу подальша його доля невідома.

## Родина
Діти:
- Марк Клавдій Марцелл, консул 287 року до н. е.
- Гай Клавдій Канина, консул 285 та 273 років до н. е.